# جورج هریسون (شناگر)
جورج هریسون (به انگلیسی: George Harrison) (زادهٔ ۹ آوریل ۱۹۳۹) شناگر اهل ایالات متحده آمریکا است.